# Horace (Kansas)
Horace és una població dels Estats Units a l'estat de Kansas. Segons el cens del 2000 tenia 143 habitants.

## Demografia
Segons el cens del 2000, Horace tenia 143 habitants, 55 habitatges, i 37 famílies. La densitat de població era de 230,1 habitants/km².
Dels 55 habitatges en un 38,2% hi vivien nens de menys de 18 anys, en un 56,4% hi vivien parelles casades, en un 5,5% dones solteres, i en un 32,7% no eren unitats familiars. En el 29,1% dels habitatges hi vivien persones soles el 5,5% de les quals corresponia a persones de 65 anys o més que vivien soles. El nombre mitjà de persones vivint en cada habitatge era de 2,6 i el nombre mitjà de persones que vivien en cada família era de 3,22.
Per edats la població es repartia de la següent manera: un 31,5% tenia menys de 18 anys, un 6,3% entre 18 i 24, un 36,4% entre 25 i 44, un 20,3% de 45 a 60 i un 5,6% 65 anys o més.
L'edat mediana era de 34 anys. Per cada 100 dones de 18 o més anys hi havia 122,7 homes.
La renda mediana per habitatge era de 26.875 $ i la renda mediana per família de 43.125 $. Els homes tenien una renda mediana de 30.625 $ mentre que les dones 21.250 $. La renda per capita de la població era de 15.602 $. Entorn del 15,6% de les famílies i el 20,4% de la població estaven per davall del llindar de pobresa.

## Poblacions més properes
El següent diagrama mostra les poblacions més properes.